# Lake County (Minnesota)
 Der er flere lokaliteter med dette navn, se Lake County.
Lake County er et amt i den amerikanske delstat Minnesota. Amtet ligger nord i delstaten og grænser op til Cook County i øst og mod St. Louis County i vest. Amtet grænser desuden op til delstaten Wisconsin (vandgrænse) i syd og Canada i nord.
Lake Countys totale areal er 7.746 km² hvoraf 2.309 km² er vand. I 2000 havde amtet 11.058 indbyggere. Amtets administration ligger i byen Two Harbors som også er amtets største by.
Amtet blev grundlagt i 1855 og har fået sit navn efter Lake Superior.
47°32′N 91°23′V / 47.53°N 91.39°V